# Alutaguse
Alutaguse è un comune rurale dell'Estonia nella contea di Ida-Virumaa.
Il comune è stato creato nel 2017 con la fusione dei comuni Alajõe, Iisaku, Illuka, Mäetaguse e Tudulinna.
Il capoluogo del comune è Iisaku.